# Пексонн
Пексо́нн (фр. Pexonne) — коммуна во французском департаменте Мёрт и Мозель региона Лотарингия. Относится к кантону Бадонвиллер.	

## География
Пексонн	расположен в 60 км к юго-востоку от Нанси. Соседние коммуны: Феннвиллер и Бадонвиллер на северо-востоке, Пьер-Персе на юго-востоке, Нёфмезон на юго-западе, Сен-Морис-о-Форж на северо-западе. На юго-западе в нескольких км находится водохранилище Пьер-Персе.

## История
- В средние века здесь располагался монастырь.
- Пексонн полностью вымер во время эпидемии холеры XVII века.

## Демография
Население коммуны на 2010 год составляло 411 человек.
| 1962 | 1968 | 1975 | 1982 | 1990 | 1999 | 2010 |
| ---- | ---- | ---- | ---- | ---- | ---- | ---- |
| 733  | 683  | 554  | 474  | 446  | 411  | 411  |

## Достопримечательности
- Церковь XVIII века, восстановлена.